# Traminda prasodes
Traminda prasodes là một loài bướm đêm trong họ Geometridae.